# Rudolf Wetzer
Rudolf „Rudi“ Wetzer (* 17. März 1901 in Temesvár, Königreich Ungarn, Österreich-Ungarn; † 13. April 1993 in Haifa, Israel) war ein rumänischer Fußballspieler und -trainer. Er gilt als der erste Berufsfußballer Rumäniens.

## Vereinskarriere
Wetzer begann seine fußballerische Laufbahn in seiner Heimatstadt als Dreizehnjähriger beim Eisenbahnersportverein CS Chinezul Timișoara, ehe er 1921 für eine Saison zum Budapester Schwesterverein Törekvés SE wechselte, wo er an der Seite von Ferenc Hirzer und Árpád Weisz stürmte und den vierten Platz in der ungarischen Meisterschaft belegte. Danach kehrte er in die Heimat zurück und spielte beim Stadtrivalen Unirea Timișoara.
1924 ging er wieder ins Ausland und schloss sich für eine Saison dem Beogradski SK an, ehe er zu seinem Stammverein zurückkehrte. Mit Chinezul konnte er 1926 und 1927 jeweils den rumänischen Meistertitel holen. 1928 nahm er ein Angebot des Újpest FC an und wechselte zum zweiten Mal nach Budapest, wo er unter dem Namen Rudolf Veder spielte.
Nach seiner Rückkehr aus Ungarn, wo er auch bei Pécs-Baranya tätig war, holte er mit Juventus Bukarest den Meistertitel 1930 und wechselte nach einem weiteren Jahr bei Juventus für die Saison 1931/32 als Spielertrainer zu Ripensia Timișoara. Ripensia war der erste professionelle Fußballklub Rumäniens und da das Berufsspielertum erst 1932 eingeführt wurde, nahm der Verein nicht am offiziellen Spielbetrieb teil. 1932 wurde in Frankreich der Berufsfußball eingeführt und die Vereine der neuen Division 1 sahen sich auch im Ausland nach erfahrenen Berufsspielern um. Ohne die Freigabe des rumänischen Verbandes zu besitzen, unterschrieb Wetzer einen Vertrag als Spielertrainer beim FC Hyères, wo er gemeinsam mit seinem Landsmann Elek Schwartz spielte. Die Südfranzosen beendeten die Saison nur als Gruppenvorletzte und stiegen in die zweite Liga ab. 
Wetzer kehrte nach Rumänien zurück und war von 1934 bis 1936 in der Divizia B bei ILSA Timișoara als Spielertrainer tätig. Anschließend wechselte er für eine Saison zu Rovine Grivița Craiova, der zwei Spielzeiten bei Electrica Timișoara folgten. 1939 schnürte er zum letzten Mal die Fußballstiefel in einem offiziellen Spiel, erneut für Rovine Grivița Craiova. Nach dem Zweiten Weltkrieg setzte Wetzer seine Karriere als Trainer fort, unter anderem bei Dinamo Bukarest.

## Nationalmannschaft
Rudolf Wetzer wurde erstmals 1923 in die rumänische Fußballnationalmannschaft berufen und spielte beim 1:2 gegen Jugoslawien um den Freundschaftscup (auch König Alexander-Cup genannt). 1924 nahmen die Rumänen an den Olympischen Sommerspielen teil, wo Wetzer beim einzigen Spiel seiner Mannschaft, einem 0:6 gegen die Niederlande im Achtelfinale, als Mittelstürmer zum Einsatz kam. Seine ersten beiden Tore im Nationaltrikot erzielte er 1925 gegen Bulgarien.
Im Jahr 1930 hatten die Rumänen ihre Teilnahme an der erstmals ausgetragenen Fußball-Weltmeisterschaft zugesagt. Nachdem wenige Wochen vor der Abreise das alljährliche Spiel um den Freundschaftscup gegen Jugoslawien verloren gegangen war, wurde Wetzer, der schon seit rund zwei Jahren kein Spiel in der Nationalmannschaft mehr bestritten hatte, für das letzte Vorbereitungsspiel gegen Griechenland im Rahmen des Balkancups einberufen. Das Spiel endete mit einem 8:1-Erfolg, Wetzer erzielte dabei fünf Tore und hatte damit sein Ticket nach Uruguay in der Tasche. Bei der Weltmeisterschaft lief er in beiden Gruppenspielen als Kapitän auf, nach einer 0:4-Niederlage gegen Uruguay war das Turnier für die Rumänen beendet.
Sein letztes Spiel in der Nationalmannschaft war ein 0:2 gegen Bulgarien beim Balkancup 1932. Insgesamt spielte er 17-mal für Rumänien und schoss dabei zwölf Tore.

## Erfolge
- 1× Balkancupsieger: 1929/31
- 1× Freundschaftscupsieger: 1926
- 3× Rumänischer Meister: 1926, 1927, 1930
- 17 Spiele und zwölf Tore für die rumänische Fußballnationalmannschaft

## Verwandtschaft
Rudolf war der älteste von drei Brüdern, die in der rumänischen Fußballszene aktiv waren.
Ștefan Wetzer (* 7. Mai 1906 in Temesvár; † 1985) spielte bei Chinezul Timișoara, Unirea Timișoara, Juventus Bukarest und Rapid Bukarest, bevor er sich bis 1966 als Trainer betätigte.
Johann Wetzer (* 3. August 1916 in Temesvár) war Spieler bei Banatul Timișoara, Chinezul Timișoara und Rapid Bukarest, dreimaliger rumänischer Nationalspieler und später Trainer in CFR Turnu Severin.